# Сфероцилиндрический шлем

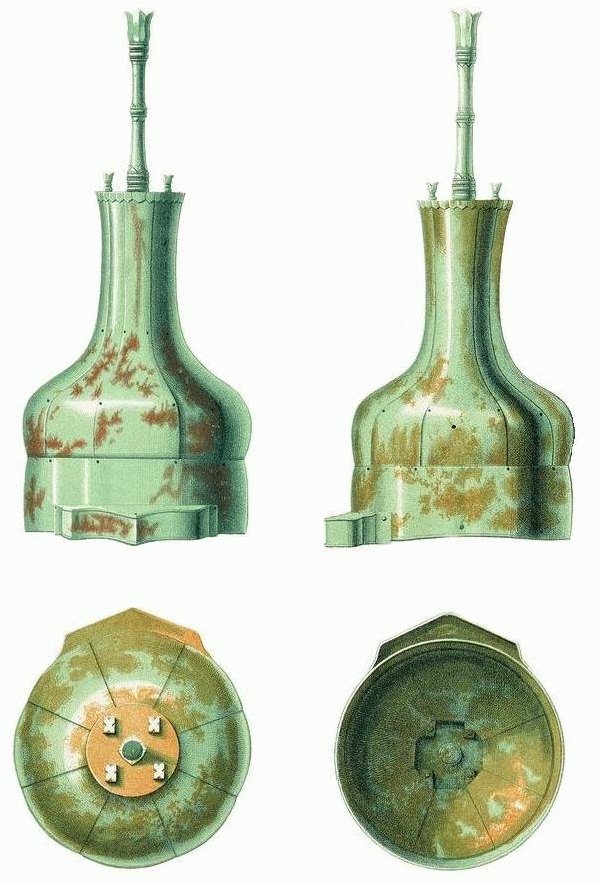
Эскиз шлема

Сфероцилиндрические шлемы использовались в монгольской армии в Позднем Средневековье. Появились, вероятно, на западе Монголии — у ойратов. Время — XVI—XVIII века. Использовались командным составом.
Эти шлемы отличались особой формой — сфероцилиндрической, аналогов которым не известно. Они заметно уступали в защитным свойствам, например, сфероконическим шлемам, и могли быть сбиты с головы при боковом ударе; но были очень заметны в толпе. Поэтому солдаты легко могли увидеть офицера в таком шлеме. Надо отметить, что с той же целью на тот период офицеры всех дальневосточных армий носили высокие конические шлемы, но монгольские сфероцилиндрические шлемы всё же защищали и могли применяться в бою.
Тулья сфероцилиндрического шлема склёпывалась из 6—8 пластин. Снизу стягивалась обручем, в нём же делались отверстия для крепления бармицы. Сверху эти пластины загибались и приклёпывались к плоскому круглому навершию. На нём часто закреплялись другие навершия: чаще всего высокая трубка в центре, а по бокам — несколько небольших втулок — для плюмажей. Спереди на обруч крепился козырёк, нередко — «коробчатый» — он состоял из трёх пластин, одна из которых крепилась вертикально, а две другие — сверху и снизу к ней. Полная высота такого шлема могла быть 50 см, но чаще была порядка 30.